# Į̄̌
Į̄̌ (minuscule : į̄̌), appelé I macron caron ogonek, est une lettre latine utilisée dans l’écriture du kaska.
Il s’agit de la lettre I diacritée d’un macron, d’un caron et d’un ogonek.

## Représentations informatiques
Le I macron caron ogonek peut être représenté avec les caractères Unicode suivants : 
- composé et normalisé NFC (latin étendu A, diacritiques) :

| formes    | représentations | chaînes de caractères | points de code       | descriptions                                                          |
| --------- | --------------- | --------------------- | -------------------- | --------------------------------------------------------------------- |
| capitale  | Į̄̌               | Į◌̄◌̌                   | U+012E U+0304 U+030C | lettre majuscule latine i ogonek diacritique macron diacritique caron |
| minuscule | į̄̌               | į◌̄◌̌                   | U+012F U+0304 U+030C | lettre minuscule latine i ogonek diacritique macron diacritique caron |

- décomposé et normalisé NFD (latin de base, diacritiques) :

| formes    | représentations | chaînes de caractères | points de code              | descriptions                                                                      |
| --------- | --------------- | --------------------- | --------------------------- | --------------------------------------------------------------------------------- |
| capitale  | Į̄̌               | I◌̨◌̄◌̌                  | U+0049 U+0328 U+0304 U+030C | lettre majuscule latine i diacritique ogonek diacritique macron diacritique caron |
| minuscule | į̄̌               | i◌̨◌̄◌̌                  | U+0069 U+0328 U+0304 U+030C | lettre minuscule latine i diacritique ogonek diacritique macron diacritique caron |